# KSKベフェレン
KSKベフェレン (Koninklijke Sportkring Beveren)は、ベルギー・ベフェレンに本拠地を置くサッカークラブチーム。

## 歴史
1921年、スタンダール・クラブ・ベフェレン（Standaard Club Beveren）が設立され、後にFCアミカル（FC Amical）と合併したが、1931年に解散した。
1934年、スタンダールの旧メンバーたちによって新しいクラブが設立され、SKベフェレン＝ワース（SK Beveren-Waes）と命名された。クラブは翌年ベルギーサッカー連盟に登録され、地域リーグからスタートした。1948年には4部リーグ、1951年には3部リーグに昇格した。1966年、2部リーグに昇格すると、ギー・ティス監督の下、チームは快進撃を続け初昇格ながらリーグ優勝を達成した。1978年、クラブ名を現在のKSKベフェレンに変更。この時期クラブは黄金期を迎え1979年と1984年にリーグ優勝を達成した。
2006年、クラブは財政難のためプロライセンス剥奪と3部降格の危機に立たされた。最終的に危機を回避したものの、翌年ジュピラー・プロ・リーグから2部に降格した。クラブがトップリーグに在籍したのはこれが最後になった。2009-10シーズン終了後、クラブはプロライセンス剥奪および3部への強制降格処分を発表した。最終的にトップチームは活動を休止しメンバーたちはKVレッドスター・ワースラントに合流、レッドスターはワースラント＝ベフェレンに改称した。
なお女子チームは現在も活動を続けており、2016-17シーズンは2部リーグに所属している。

## タイトル
- ジュピラー・プロ・リーグ: (2): 1978–79, 1983–84
- プロキシマス・リーグ: (4): 1966–67, 1972–73, 1990–91, 1996–97
- ベルギーカップ: (2): 1977–78, 1982–83
- ベルギー・スーパーカップ: (2): 1979, 1984

## 歴代監督
- ギー・ティス 1966-1969
- レネ・デザイェレ 1988-1989, 1995-1996

## 歴代所属選手
- セルギイェ・クレシッチ 1969-1970
- ジャン＝マリー・プファフ 1970-1982
- ペーター・ファン・フォッセン 1989-1992
- ヘールト・デ・フリーガー 1989-1995
- エルウィン・レメンス 1995-1999, 2009-2010
- ミハウ・ジェヴワコフ 1998-1999
- ヤヤ・トゥーレ 2001-2003
- ジル・ヤピ・ヤポ 2001-2004
- トマス・ダニレヴィチュス 2001-2002
- スティーヴ・シドウェル 2002
- グラハム・スタック 2002-2003
- ビョルン・フレミンクス 2003-2006
- エマニュエル・エブエ 2002-2005
- アルトゥール・ボカ 2002-2004
- ブバカル・バリー 2003-2007
- ロマリッチ 2003-2005
- ジェルヴィーニョ 2005-2007